# Kalervo Hovi
Arvo Kalervo Hovi, född 13 september 1942 i Uleåborgy, död 10 juli 2021, var en finländsk historiker.
Hovi avlade filosofie doktorsexamen 1977. Han var 1967–1973 assistent vid Åbo universitet, 1974–1978 forskare vid Finlands Akademi, 1979–1983 bitr. professor i allmän historia vid Uleåborgs universitet och 1983–1986 vid Åbo universitet; utnämndes 1986 till professor i ämnet vid Åbo universitet. År 1996 utnämndes han till ledamot av Finska Vetenskapsakademien.
Hovi behandlade i sin forskning bland annat fransk östpolitik, Polen och de baltiska länderna; bland arbeten märks Interessensphären im Baltikum (1984), Puolan historia (1994) och Viinasodasta kynttiläiltoihin (2002), som behandlar restaurangkulturen i Tallinn under mellankrigstiden.